# Districtul El Tarf
El Tarf este un district din provincia El Tarf, Algeria.